# Muicurum
Muicurum (Μουΐκοῦρον) fou una ciutat de la costa d'Il·líria, prop de Salona, que fou conquerida pel general got Ilauf al servei del rei ostrogot Tòtila.